# ヴェイン (バンド)
ヴェイン（英: Vein）は2013年に結成されたアメリカ合衆国ボストン出身のハードコア・パンクバンド。
コード・オレンジ（Code Orange）やツイッチング・タンズ（Twitching Tongues）らと共にヨーロッパでツアーを行っていたことで知られる。
2017年にクローズド・キャスケット・アクティビティーズ（Closed Casket Activities）というレーベルと契約し、2018年に初のフル・アルバム「エラーゾーン（Errorzone）」をリリース、雑誌リボルバー誌面上で2018年度最優秀アルバム一覧に名を連ねるなど肯定的な評価を得た。ビルボードチャートではハード・ロック部門で最高21位を達成している。

## 音楽性
ハードコア・パンク、ニュー・メタルコア、マスコアなどにカテゴライズされている。スクリーモ、マスコア、ドラムンベース、ニュー・メタル、その他ホラー映画やホラーゲームのサウンドトラックなどから着想を得ている。「Errorzone」では特にニュー・メタルからの強い影響を指摘されている。ワシントン・ポストは彼らを、ポートレイヤル・オブ・ギルト（Portrayal of Guilt）やインファント・アイランド（Infant Island）らとともに、新生スクリーモという様に形容した。
スリップノット、コーン、サイレントヒル2のサウンドトラック、コンヴァージ、デフトーンズ、ボッチ（Botch）、ジェロームズ・ドリーム（Jeromes Dream）、ニール・ペリー（Neil Perry）、ドーターズ（Daughters）らからの影響を公言している。

## メンバー
現在のメンバー
- アンソニー・ディディオ（Anthony DiDio） – リードボーカル (2013–現在), ベース (2013–2017)
- マット・ウッド（Matt Wood） – ドラム (2013–現在)
- ジェレミー・マーティン（Jeremy Martin） – ギター, ボーカル (2013–現在)
- ジョッシュ・バッツ（Josh Butts） – ギター (2013–現在)
- ジョン・ローブエット（Jon Lhaubouet） – ベース, コーラス (2017–現在)
- ベノ・レヴィーン（Benno Levine） – サンプリング, ターンテーブル (2019–現在)

過去のメンバー
- ショーン・ワットソン（Sean Watson） – ベース (2017)

## ディスコグラフィー
スタジオ・アルバム
- エラーゾーン Errorzone (2018, Closed Casket Activities)

コンピレーション
- オールド・データ・イン・ア・ニュー・マシーン Vol.1 Old Data in a New Machine Vol. 1 (2020, Closed Casket Activities)

EP
- Vein (2013, セルフリリース)
- Terrors Realm (2014, セルフリリース) (カセット盤 Threat Collective)
- Demo 2016 (2016, セルフリリース)
- A Release of Excess Flesh split 7" with .Gif from God (2016, Zegema Beach/Structures//Agony/Longrail/Dingleberry/Contrition)
- Self-Destruct 7" (2017, Closed Casket Activities)
- Vein on Audiotree Live (2018, Audiotree)[1]

ミュージック・ビデオ
- "Virus://Vibrance" (2018)
- "Demise Automation" (2018)
- "20 seconds : 20 hours" (2020)